# Francesco Smurra
Francesco Smurra (Luzzi, 13 settembre 1927 – Roma, 13 febbraio 2021) è stato un politico italiano, senatore della Democrazia Cristiana.

## Biografia
Esponente calabrese della Democrazia Cristiana, viene eletto al Senato per la prima volta nel 1968. Riconfermato anche dopo le elezioni politiche del 1972, durante la VI Legislatura ricopre il ruolo di Sottosegretario di Stato al Ministero della Pubblica Istruzione per quattro governi consecutivi, dal 1973 al 1976. In tale anno viene rieletto al Senato e dopo le elezioni è Sottosegretario di Stato al Ministero del lavoro e della previdenza sociale nel Governo Andreotti III (in carica fino al gennaio 1978).
Ricandidato al Senato anche nel 1979, non risulta eletto, ma poi subentra in carica nell'ottobre 1982, proclamato in luogo di Elio Tiriolo, appena deceduto. Conclude definitivamente la propria esperienza parlamentare nel 1983.
Da fine anni '70 e per tutti gli anni '80 è sindaco di Luzzi, restando in carica per tre consiliature, fino al 1990. Dopo lo scioglimento della DC aderisce al Partito Popolare Italiano, con il quale viene eletto consigliere comunale a Luzzi, ruolo che ricopre fino al 2003.
Muore all'età di 93 anni, nel febbraio 2021.

## Incarichi di Governo
- IV Governo Rumor: Sottosegretario di Stato alla Pubblica Istruzione dal 12 luglio 1973 al 14 marzo 1974;
- V Governo Rumor: Sottosegretario di Stato alla Pubblica Istruzione dal 16 marzo 1974 al 23 novembre 1974;
- IV Governo Moro: Sottosegretario di Stato alla Pubblica Istruzione dal 28 novembre 1974 al 12 febbraio 1976;
- V Governo Moro: Sottosegretario di Stato alla Pubblica Istruzione dal 13 febbraio 1976 al 29 luglio 1976.
- III Governo Andreotti: Sottosegretario di Stato al Lavoro e previdenza sociale dal 30 luglio 1976 al 16 gennaio 1978.